# Комитет экспертов по международному сотрудничеству в области налогообложения
Комитет экспертов по международному сотрудничеству в области налогообложения (анг. The Committee of Experts on International Cooperation in Tax Matters) - вспомогательный экспертный орган Экономического и Социального Совета Организации Объединённых Наций (ЭКОСОС), состоящий из членов, выступающих в личном качестве.

## История
1968 год
ЭКОСОС, предпринимая усилия к проведению налоговых реформ развивающимися странами с целью установления ими эффективных налоговых систем, выражает озабоченность в отношении того, что обычные налоговые соглашения рассчитаны, в первую очередь, на отношения между развитыми странами, а не на отношения между развитыми и развивающимися странами. Эта проблема получает от ЭКОСОС оценку как первоочередной. В связи с этим ЭКОСОС предлагает Генеральному секретарю Организации Объединённых Наций (Генеральный секретать ООН) образовать специальную рабочую группу и возложить не неё изучение путей и способов содействия заключению налоговых соглашений между развитыми и развивающимися странами, приемлемых для обеих групп стран, и подготовку соответствующих руководств.
Генеральный секретарь ООН, принимая предложение ЭКОСОС, образует специальную группу под названием Специальной группы экспертов по налоговым соглашениям между развитыми и развивающимися странами (Специальная группа экспертов).
1973 год
ЭКОСОС, положительно оценивая работу Специальной группы экспертов, рекомендует Специальной группе экспертов продолжать её работу. Также ЭКОСОС предлагает Генеральному секретарю ООН перевести деятельность Специальной группы экспертов на регулярную основу.
1980 год
ЭКОСОС одобряет результаты работы Специальной группы экспертов над Типовой конвенцией Организации Объединённых Наций об избежании двойного налогообложения в отношениях между развитыми и развивающимися странами (Типовая конвенция ООН) и Руководством Организации Объединённых Наций по ведению переговоров, касающихся заключения  двусторонних договоров по вопросам налогообложения между развитыми и развивающимися странами (Руководство ООН по ведению переговоров). Специальная группа экспертов переименовывается и получает наименование Специальной группы экспертов по международному сотрудничеству в области налогообложения. ЭКОСОС предлагает Генеральному секретарю ООН расширить состав Специальной группы экспертов до 25 членов.
1982 год
ЭКОСОС рекомендует Специальной группе экспертов продолжать её работу, а также поручает ей изучить возможность повышения эффективности налоговых органов и сокращения потенциальных коллизий между законами о налогообложении различных стран. Кроме того, ЭКОКОС предлагает Специальной группе экспертов рассмотреть меры, которые позволяет ей наиболее эффективно выполнять её работу в будущем.
2000 год
ЭКОСОС одобряет предложение Специальной группы экспертов о рассмотрении ею на её предстоящих заседаниях вопросов, касающихся трансфертного ценообразования, предварительных соглашений о ценообразовании, арбитража как средства урегулирования споров, новых финансовых инструментов, налогового режима, применимого к электронной торговле, обмена информацией, взаимной помощи в сборе налогов, налогообложения пенсий и альтернативных процедур решения споров.
2004 год
Специальная группа экспертов переименовывается и получает её текущее наименование - Комитет экспертов по международному сотрудничеству в области налогообложения (Комитет). ЭКОСОС устанавливает численность членов Комитета, определяет порядок выдвижения кандидатов в члены Комитета и порядок назначения кандидатов членами Комитета и определяет сроки, на которые назначаются члены Комитета. Также ЭКОСОС определяет основные правила деятельности Комитета и предоставляет Комитету его текущий мандат.

## Мандат
Комитет уполномочен:
- поддерживать актуальность Типовой конвенции ООН и Руководства ООН по ведению переговоров;

- организовывать диалог в целях укрепления и поощрения международного сотрудничества в области налогообложения между национальными органами;

- изучать влияние вновь возникающих проблем на международное сотрудничество в области налогообложения, подготавливать свои оценки, комментарии и рекомендации;

- выносить рекомендации по вопросам укрепления потенциала и оказания технической помощи развивающимся странам и странам с переходной экономикой.

Выполняя свой мандат, Комитет обязан уделять особое внимание положению развивающихся стран и стран с переходной экономикой.

## Штаб-квартира
Комитет не имеет собственной штаб-квартиры. Сессии Комитета обычно проходят в Отделении ООН в Женеве (Швейцарская Конфедерация).

## Структура
Комитет не имеет жесткой структуры. Для работы над конкретными вопросами, вытекающими из его мандата, внутри Комитета могут быть образованы структурные единицы, обладающие статусом подкомитета, рабочей группы или группы. Известны случаи изменения статусов структурных единиц Комитета на более высокие.
В настоящее время внутри Комитета образованы и действуют следующие 6 подкомитетов и 2 рабочие группы:
- Подкомитет по ненадлежащему использованию договоров {об избежании двойного налогообложения};

- Подкомитет по определению понятия постоянного представительства;

- Подкомитет по обмену информацией;

- Подкомитет по разрешению споров;

- Подкомитет по режиму, применимому к исламским финансовым инструментам;

- Подкомитет по статье 14 и режиму, применимому к услугам;

- Рабочая группа по Руководству по ведению переговоров;

- Рабочая группа по общим вопросам в связи с пересмотром комментариев {к статьям Типовой конвенции ООН}.

## Руководство
Комитет возглавляется председателем. Председатель Комитета имеет двух заместителей. 
Председателем текущего состава Комитета является господин Нуреддин Бенсуда.

## Персональный состав
В текущий персональный состав Комитета, который будет действовать до 30.06.2013, Генеральным секретарём ООН назначены:
- господин Кваме Аджей-Джан, Заместитель комиссара юридических служб Налоговой службы (Республика Гана);

- господин Сае Чжун Ан, Директор Отдела по вопросам международного налогообложения Министерства стратегии и финансов (Республика Корея);

- госпожа Фарида Амджад, Начальник Отдела международного налогообложения Федерального совета по государственным доходам (Исламская Республика Пакистан);

- господин Кейдзи Аояма, Профессор налогового права, Высшая школа бизнеса, Цукубский университет (Япония);

- господин Бернелл Л. Арринделл, Партнёр компании «Эрнст энд Янг» по вопросам международного налогообложения (Барбадос);

- господин Нуреддин Бенсуда, Генеральный директор управления по вопросам налогообложения Министерства финансов и праватизации (Королевство Марокко);

- госпожа Клодин Девилье, Директор международного департамента по вопросам подоходных налогов Управления по фискальным вопросам Федеральной государственной службы финансов (Королевство Бельгия);

- господин Эль-Хадж Ибрахима Диоп, Директор отдела законодательства и судебных разбирательств Министерства экономики и финансов (Республика Сенегал);

- господин Амр Эль-Монаер, Помощник комиссара по вопросам налогообложения (Арабская Республика Египет);

- господин Мигель Ферре Наваррете, Заместитель Генерального директора по международным фискальным вопросам Главного управления по вопросам налогообложения Министерства экономики и финансов (Королевство Испания);

- господин Юрг Жироди, Начальник Отдела международных отношений Федерального налогового управления (Швейцарская Конфедерация);

- господин Мансор Хассан, Директор Департамента международного налогообложения Национальной налоговой службы (Малайзия);

- госпожа Лиселот Кана, Начальник Департамента по вопросам международного налогообложения Национальной налоговой службы (Республика Чили);

- госпожа Анита Капур, Общий секретарь (по иностранным налогам и налоговым исследованиям) Центрального управления по прямым налогам Налогового департамента Министерства финансов (Республика Индия);

- господин Вольфганг Карл Ласарс, Директор Секции международного налогообложения Федерального министерства финансов (Федеративная Республика Германия);

- господин Тичжон Ляо, Заместитель Генерального директора по вопросам международного налогообложения Государственного управления по вопросам налогообложения (Китайская Народная Республика);

- господин Генри Джон Луи, Международный экономист Управления по вопросам налоговой политики Министерства финансов, Старший специалист на переговорах по финансовым вопросам министерства финансов (Соединённые Штаты Америки);

- господин Энрико Мартино, Начальник Отдела международных связей Департамента финансов министерства экономики и финансов, Член правления Итальянского филиала Международной финансовой ассоциации (Итальянская Республика);

- господин Робин Оливер, Заместитель комиссара (по вопросам политики) Национальной налоговой службы (Новая Зеландия);

- госпожа Ифуэко Омойгуи Окауру, Исполнительный председатель Федеральной налоговой службы, Председатель Объединённого налогового правления (Федеративная Республика Нигерия);

- госпожа Искра Георгиева Славчева, Директор Управления по договорам в области налогообложения Национального налогового управления Министерства финансов (Республика Болгария);

- господин Стиг Б. Соллунд, Заместитель начальника Департамента по вопросам права в области налогообложения министерства финансов (Королевство Норвегия);

- господин Маркос Аурелио Перейра Валадао, Генеральный координатор по международным связям Федерального налогового управления, Советник Конституционной комиссии по проведению реформы в области налогообложения, Ревизор по вопросам налогообложения Федеральной налоговой службы (Федеративная Республика Бразилия);

- господин Рональд Питер ван дер Мерве, Старший административный сотрудник Отдела международных договоров Налоговой службы (Южно-Африканская Республика);

- господин Армандо Лара Яффар, Заместитель Генерального директора по вопросам международных договоров Департамента налогов и государственных кредитов Министерства финансов (Мексиканские Соединённые Штаты).

## Основные результаты деятельности
Основными результатами деятельности Комитета являются:
- Типовая конвенция ООН и Комментарии к статьям Типовой конвенции ООН;

- Руководство по ведению переговоров;

- пересмотренные статья 26 Типовой конвенции ООН и Комментарий к статьёй 26 Типовой конвенции ООН;

- новые статья 27 Типовой конвенции ООН и Комментарий к статье 27 Типовой конвенции ООН.

Помимо основных результатов деятельности Комитета определённый интерес для исследователей могут представлять руководства и другие незавершённые результаты деятельности Комитета, тематические доклады, подготовленные Комитетом, материалы, рассмотренные Комитетом в ходе его сессий, а также материалы тренингов и семинаров, проведённых с участием Комитета.
Основные результаты деятельности Комитета представлены в соответствующем разделе сайта ООН.